# Großschönach
Großschönach ist der Teilort der Gemeinde Herdwangen-Schönach im Süden des Landkreises Sigmaringen in Baden-Württemberg.

## Lage

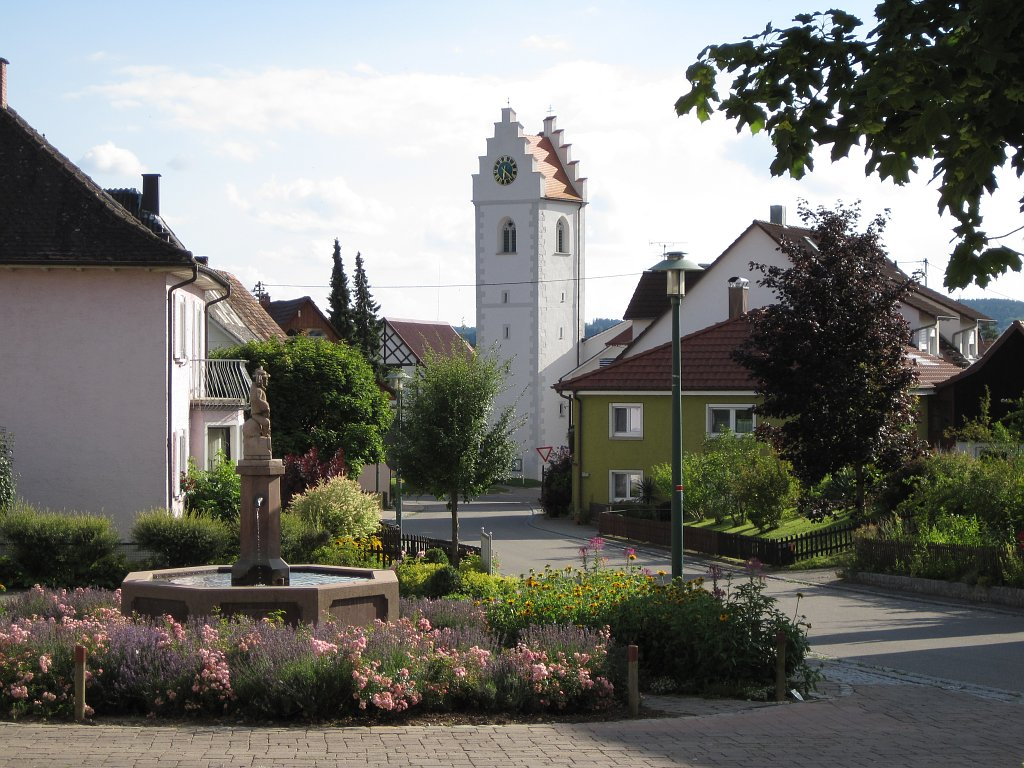
Blick von der Josef-Buchholz-Straße zur St.-Antonius-Kirche

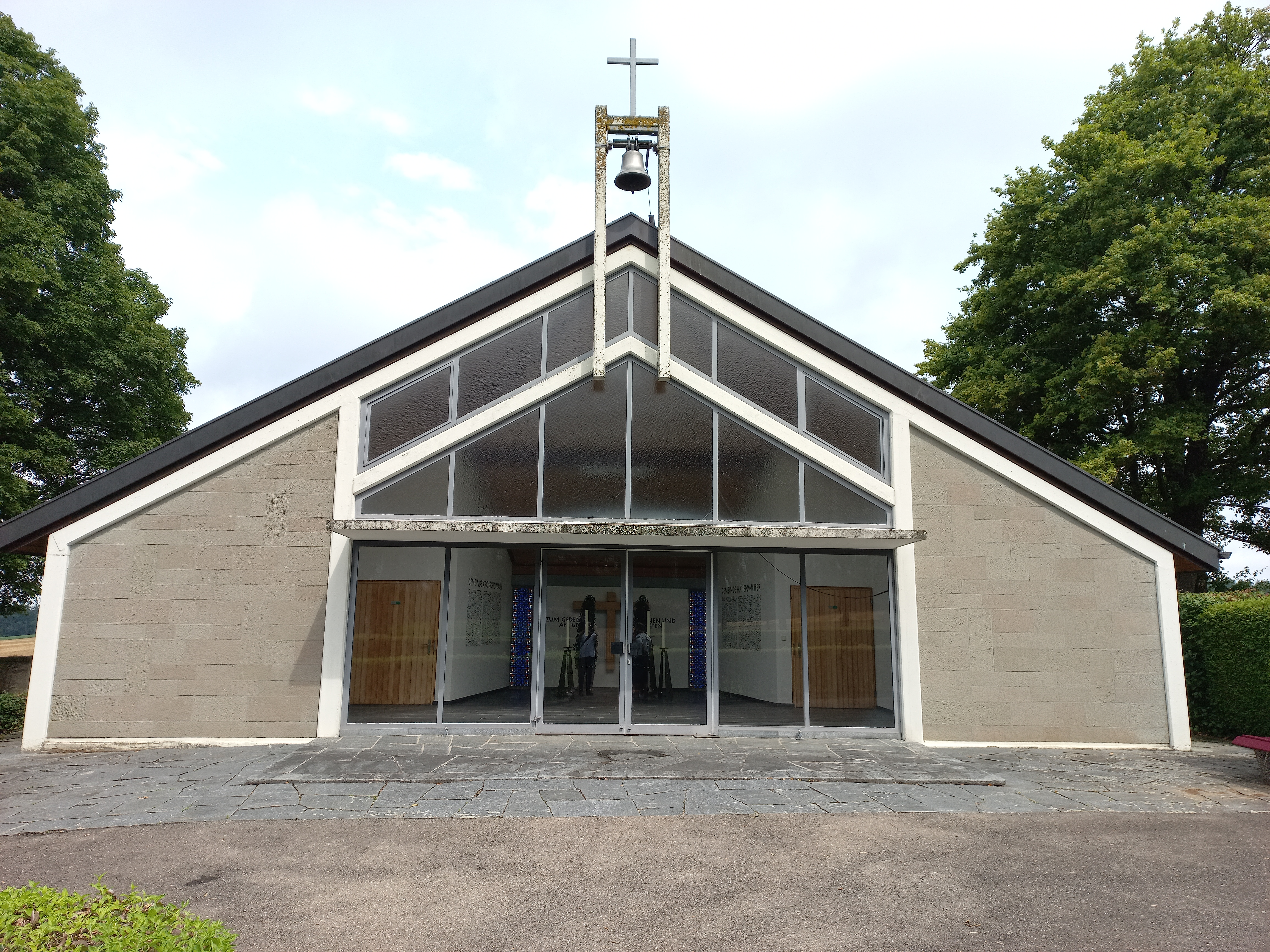
Friedhofskapelle auf dem Friedhof Großschönach (2022)

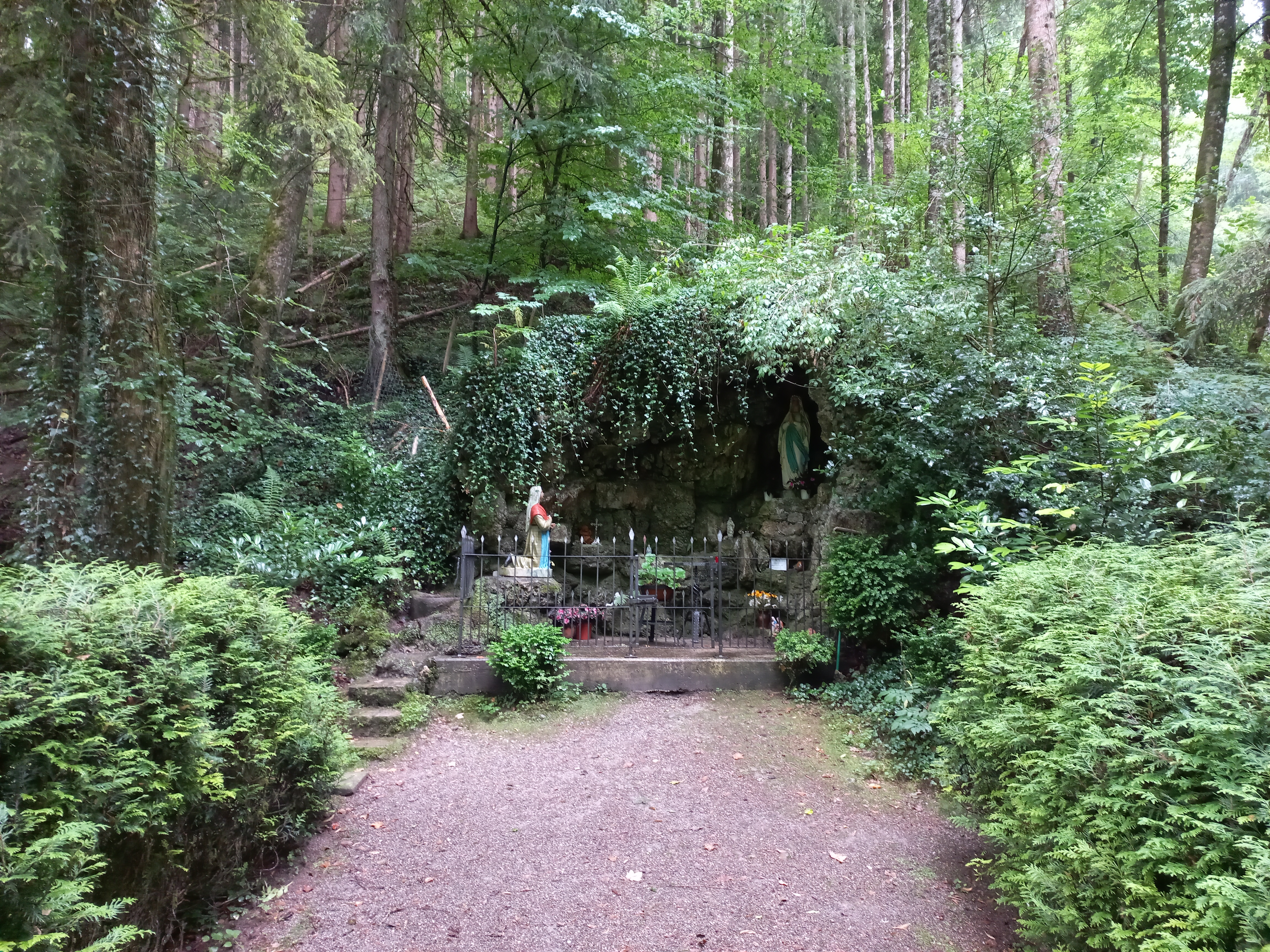
Lourdesgrotte

Am Ortsteil Großschönach verläuft westlich die Aachtalstraße/Pfullendorfer Straße vorbei. Südöstlich führt die Josef-Buchholz-Straße nach Hattenweiler (im Osten rund 2,8 Kilometer Luftlinie entfernt). Der Friedhof ist, an der Josef-Buchholz-Straße gelegen, rund 150 Meter nordöstlich von der Siedlungsgrenze entfernt. Die Burg Ramsberg mit der Kapelle St. Wendelin und der Einsiedelei befindet sich rund 700 Meter Luftlinie östlich.
Kleinschönach liegt rund 500 Meter nordwestlich, der Weiler Stockfeld rund 800 Meter bzw. Herdwangen-Schönach rund fünf Kilometer westlich und Taisersdorf rund zwei Kilometer südwestlich.
Zum Bodensee bzw. nach Überlingen sind es rund zwölf Kilometer. Pfullendorf im Norden ist rund sieben Kilometer entfernt.

## Name
In einer 1092 im Kloster Allerheiligen in Schaffhausen verfassten Urkunde wird ein Herimann Desonaicha (Heriman de Soneicha) als Zeuge bei einem Rechtsakt für den Ort Hemmenthal genannt. Aus diesem Soneicha / Schöneich wurde später der Ortsname Schönach. Der Name – so wird vermutet – wurde wegen der im Tal vorbei fließende Aach angeglichen von eich auf ach. Bei Schönach soll auch Heriman de Soneicha kleiner Adelssitz gelegen haben, weshalb er sich nach dem Ort benannte.

## Geschichte
Vor etwa 20.000 Jahren begann sich in der Region im Zuge der letzten Eiszeit (Würm-Kaltzeit) eine Eiszunge, die von den nahen Alpen über den Bodensee bis nach Aftholderberg reichte, zurückzubewegen. Es entstand ein großer Gletscherrandsee. Dessen Tonablagerungen werden auch in Großschönach noch heute zu Ziegeln verarbeitet. 500 Meter südwestlich der Siedlungsgrenze befindet sich eine große Tongrube, in welcher fetter Ton zur Herstellung von gebrannten Ziegeln für den Hausbau gewonnen wird. Rings um Großschönach bestehen mehrere große solitäre Endmoränen aus dieser Zeit (Jungmoränenlandschaft).
Die Geschichte Schönachs ist mit der der Herrschaft auf der Burg Ramsberg eng verbunden. 1368 wurde erstmals zwischen Groß- und Kleinschönach unterschieden, als beide Orte an unterschiedliche Eigentümer gingen. Schönach hatte vermutlich seit seiner Gründung zur Burg Ramsberg gehört. Kirchlich gehörte der Ort zur Pfarrei Frickingen. Bereits 1360 wird in Großschönach eine Kapelle erwähnt. 1409 wurde Großschönach und die Hälfte der Burg Ramsberg von Hans von Homburg an das Heilige Geist Spital zu Überlingen verkauft. Diese Eigentumsverhältnisse bezüglich Großschönach blieben bis zur Mediatisierung Überlingens 1802/03 bestehen. Einen Hof zu Schönach wurde 1409 an die 1,5 Kilometer entfernte Klause Herrmannsberg verkauft. Großschönach wurde während dieser Zeit von Vögten von der Burg Ramsberg verwaltete (neben Kleinschönach, Hattenweiler, Furthof, Kirnbach, Katzensteig und Heiligenholz). Später wurde die Vogtei Ramsberg mit der Vogtei Hohenbodman zusammengelegt. 1720 wurde Schönach zu einer eigenen Pfarrei erhoben. Nach den politisch-kriegerischen Umwälzungen durch Napoleon wurden Herdwangen und Großschönach 1803 in Baden eingegliedert.
Die erste Volksschule wurde in Großschönach 1815 eingerichtet.
Der Gemeindereform 1923/24 standen die Bürger von Großschönach kritisch und ablehnenden gegenüber. Die bisher selbstständigen Gemeinden Aftholderberg-Egg, Adriatsweiler, Sohl und Großschönach sowie Lautenbach sollten zu einer Einheitsgemeinde nach dem Willen des Bezirksamts Pfullendorf zusammengeschlossen werden. Am 8. April 1924 setzte der badische Staat diese Gemeindereform zwangsweise durch. Der Weiler Reute (Gemeinde Großschönach) die Landgemeinden Aach und Linz und Sahlenbach (Gemeinde Herdwangen) wurde zu einer einfachen Gemeinde mit dem Namen Aach-Linz im Amtsbezirk Pfullendorf vereinigt.
Nach dem Ende des Zweiten Weltkriegs gehörte Großschönach zur französischen Besatzungszone. Ab 1948 zum Land Baden (Südbaden), seit 1952 zum Land Baden-Württemberg.
Nach einzelnen Abstimmungen in den Gemeinden Oberndorf, Herdwangen und Großschönach wurde 1973/1974 im Zuge der Kreisreform schließlich die Gemeinde Herdwangen-Schönach zum 1. Juli 1974 gegründet.

## Kultur und Sehenswürdigkeiten
- Pfarrkirche St. Antonius
- Burg Ramsberg mit Wendelinskapelle und Einsiedelei
- Lourdesgrotte beim Tobelhof unterhalb der Burg Ramsberg, 1908 errichtet